# 僕らのステキ/Harmony
「僕らのステキ/Harmony」（ぼくらのステキ / ハーモニー）は、声優の國府田マリ子が出した1枚目のシングルである。品番はKIDA-7601。CDレーベルには発売当時、コナミレーベルを置いていたキングレコードのロゴも印刷されている。次作の「みみかきをしていると」からはなくなる。

## 収録曲
1. 僕らのステキ
  - 作詞：戸沢暢美、作曲：前田克樹、編曲：岩本正樹
  - 文化放送系ラジオドラマ『ツインビーPARADISE 2』オープニングテーマ
  - 『ツインビーヤッホー! ふしぎの国で大あばれ!!』オープニングテーマ
2. Harmony
  - 作詞：國府田マリ子、作曲：松原みき、編曲：岩本正樹
  - 文化放送ラジオドラマ『ツインビーPARADISE 2』イメージソング
3. 僕らのステキ（オリジナル・カラオケ）
4. Harmony（オリジナル・カラオケ）

## カバー（僕らのステキ）
- 青山つばさ（青山吉能） - 『ときめきアイドル』関連曲。2020年9月16日発売のCD『ときめきアイドル project「キボウノウタ」』収録[1]